# 2008 TC3

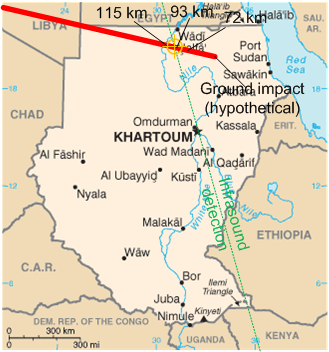
Impacto del meteorito en Sudán. La línea roja representa el recorrido previo al impacto. La línea verde es la detección infra sonora de la explosión del meteoro. La altitud se mide a partir del aforo del río Nilo. La cruz naranja indica el punto aproximado de la explosión.

2008 TC3 era un meteoroide de dos a cinco metros de diámetro, que entró en la atmósfera de la Tierra el 7 de octubre de 2008 a las 02h 46 UTC (5:46 de la mañana localmente). Fue descubierto por Richard Kowalski de Catalina Sky Survey en Mount Lemmon, cerca de Tucson, Arizona, Estados Unidos. El meteoroide explotó sobre Sudán con la energía de un kilotón de TNT.
Este meteoroide fue el primero en ser descubierto y seguido antes de alcanzar la Tierra, y también el primero del cual se recobraron fragmentos en el área de impacto pronosticada.